# Гонсеница-Даниэль, Агнешка
Агнешка Гонсеница-Даниэль (пол. Agnieszka Gąsienica-Daniel, род. 22 декабря 1987 года, Закопане) — польская горнолыжница, участница Олимпийских игр в Ванкувере. Более успешно выступала в слаломных дисциплинах.
В Кубке мира Гонсеница-Даниэль дебютировала в 2004 году, в ноябре 2007 года впервые попала в тридцатку лучших на этапе Кубка мира. Всего имеет 4 попадания в тридцатку лучших на этапах Кубка мира, 1 в слаломе и 3 в гигантском слаломе. Лучшим достижением Гонсеницы-Даниэль в общем зачёте Кубка мира являются 116-е место в сезонах 2008/09 и 2009/10.
На Олимпиаде-2010 в Ванкувере стартовала во всех пяти дисциплинах: скоростной спуск — 32-е место, комбинация — 25-е место, супергигант — 23-е место, гигантский слалом — не финишировала, слалом — 35-е место.
За свою карьеру участвовала в пяти чемпионатах мира (2005, 2007, 2009, 2011, 2013), лучший результат  —18-е место в комбинации на чемпионате мира 2011 года.
Использовала лыжи и ботинки производства фирмы Rossignol.

## Личная жизнь
- Младшая сестра — Марина — участница Олимпийских игр 2014 и 2018 годов, имеет в активе попадания в 10-ку на чемпионатах мира.